# Arnošt Pikart
Arnošt Pikart (27. ledna 1895, Mostar – 3. května 1932, Praha) byl český hudebník a fotograf.

## Životopis
Narodil se v rodině českého zbrojíře rakousko-uherské armády v hercegovském Mostaru. Vystudoval dirigování a hru na kontrabas na pražské konzervatoři. V roce 1915 narukoval do rakousko-uherské armády a bojoval na italské frontě. V roce 1916 utrpěl průstřel plic.
Po skončení války se stal členem České filharmonie, se kterou absolvoval řadu tuzemských i mezinárodních turné.
Vedle své práce hudebníka se intenzivně věnoval také fotografii. Od roku 1924 byl členem České fotografické společnosti spolu se svými přáteli Josefem Sudkem, Adolfem Schneebergerem, Jaromírem Funkem a Josefem Šroubkem.

## Galerie

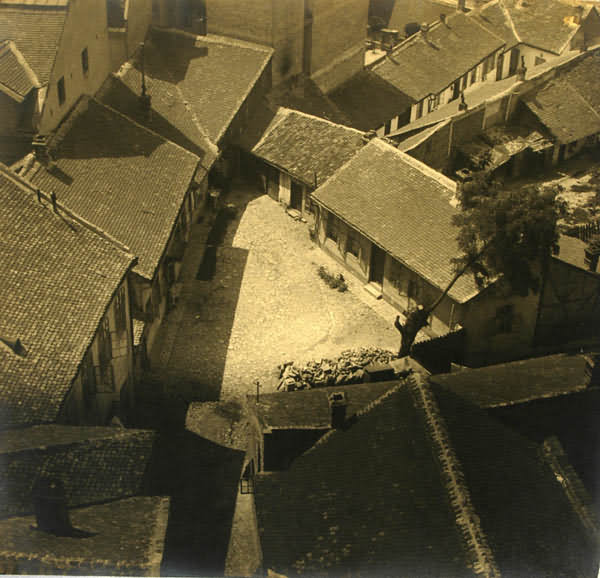
Bez názvu (trojhranný dvůr)
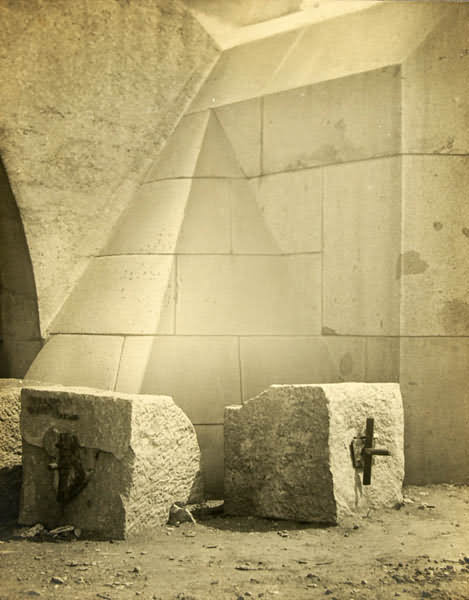
Bez názvu (kvádry), 20. léta 20. st.
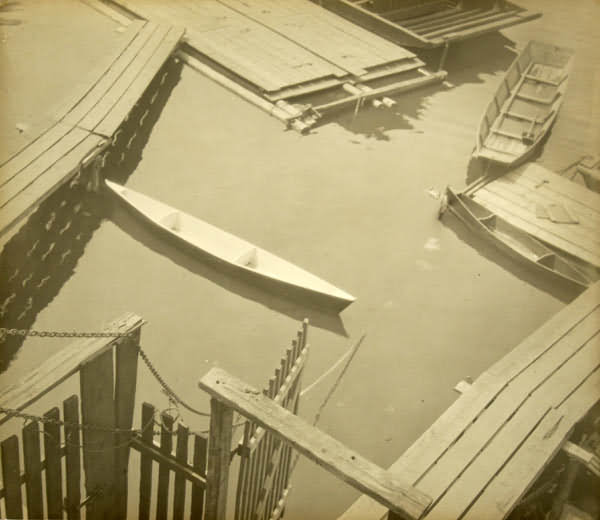
Bez názvu (lodička)
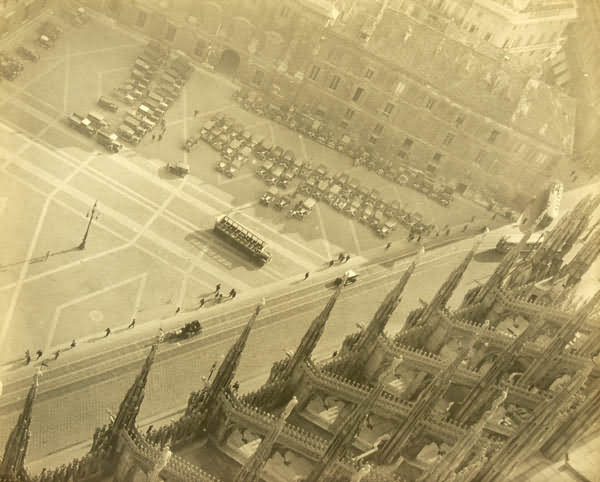
Bez názvu (Náměstí u milánské katedrály), 1926